# Grand Siècle (histoire de France)
Pour les articles homonymes, voir Grand Siècle.
« Siècle de Louis XIV » redirige ici. Pour l'ouvrage de Voltaire, voir Le Siècle de Louis XIV.
 (mai 2021).
Si vous disposez d'ouvrages ou d'articles de référence ou si vous connaissez des sites web de qualité traitant du thème abordé ici, merci de compléter l'article en donnant les références utiles à sa vérifiabilité et en les liant à la section « Notes et références ».
Le terme de Grand Siècle désigne en France, sur un plan strict, le règne de Louis XIV (1643-1715). Toutefois l'historiographie aujourd'hui l'applique à une période plus longue qui englobe tout le XVIIe siècle et le règne d'Henri IV, qui vit le rétablissement de l'autorité royale et la fin des guerres de Religion en 1598, jusqu'à la fin de la Régence en 1723. Pendant cette période, marquée par l'absolutisme monarchique, le royaume de France marque durablement l'Europe grâce à son expansion militaire et par son influence culturelle de plus en plus prégnante. Dans la seconde moitié du siècle, les cours, royales et princières, d'Europe en quête de rayonnement, prennent pour modèle celle du « Roi Soleil » et ses attributs. La langue, l'art, la mode et la littérature française se diffusent à travers l'Europe. L'influence française sur l'Europe établie au cours du Grand Siècle marquera tout aussi profondément le XVIIIe siècle des Lumières.

## Contexte politique

Acquisitions territoriales françaises sous Louis XIV (1643-1715).

Après les affres des guerres de Religion, guerre civile qui marque durement la France dans la seconde partie du XVIe siècle, affaiblissant l'autorité royale et éprouvant la population et l'économie, l'avènement de Henri IV (1589) et, avec lui, des Bourbons marque le début d'une période de paix : l'édit de Nantes (1598) pose une paix religieuse dans le pays qui met fin à la crise intérieure. L'autorité royale s'affermit progressivement durant tout le siècle, selon le modèle absolutiste promu de manière énergique par le cardinal de Richelieu sous Louis XIII et pleinement réalisé sous Louis XIV. Sur le plan intérieur, les grandes familles nobles, qui s'étaient déchirées lors des guerres de Religion, sont définitivement soumises après la dernière révolte de type « féodal » que connait la France, entre 1648 et 1653, avec la Fronde, une réaction aristocratique contre la concentration croissante du pouvoir dans les mains du roi et de l'administration centrale depuis le règne de Henri IV. En politique extérieure, la paix interne étant revenue, la France reprend une politique expansionniste pour contrer l'influence espagnole, politique qui avait dû être abandonnée à la fin des guerres d'Italie en 1559. L'Espagne des Habsbourg est depuis le XVIe siècle la première puissance européenne, disposant du plus grand empire colonial du temps, dominant en Europe les Pays-Bas, le royaume de Naples, la Sicile et Milan, tout en étant étroitement alliée aux Habsbourg du Saint Empire germanique. Pendant la guerre de Trente Ans, qui oppose les Impériaux et les Espagnols aux pays protestants, la France, initialement neutre, choisit en 1635 le camp protestant et s'impose, mettant fin à la domination politique de l'Espagne sur le plan européen avec le traité de Westphalie, signé en 1648. La guerre avec l'Espagne, qui connaît de grandes difficultés économiques dans la seconde moitié du siècle, se poursuit victorieusement jusqu'à la signature du traité des Pyrénées en 1659. La France annexe alors le Roussillon. Sous Louis XIV, l'expansion des frontières se poursuit : la France gagne sur l'Espagne et l'Empire la partie méridionale des Flandres dont Lille, l'Alsace et la Franche-Comté tandis que la Lorraine, bien que formellement indépendante, entre dans l'orbite du royaume de France. Les nouvelles limites du royaume sont protégées par un système de fortifications (le pré carré) conçu par l'ingénieur militaire Vauban, qui inclut également la protection des côtes.

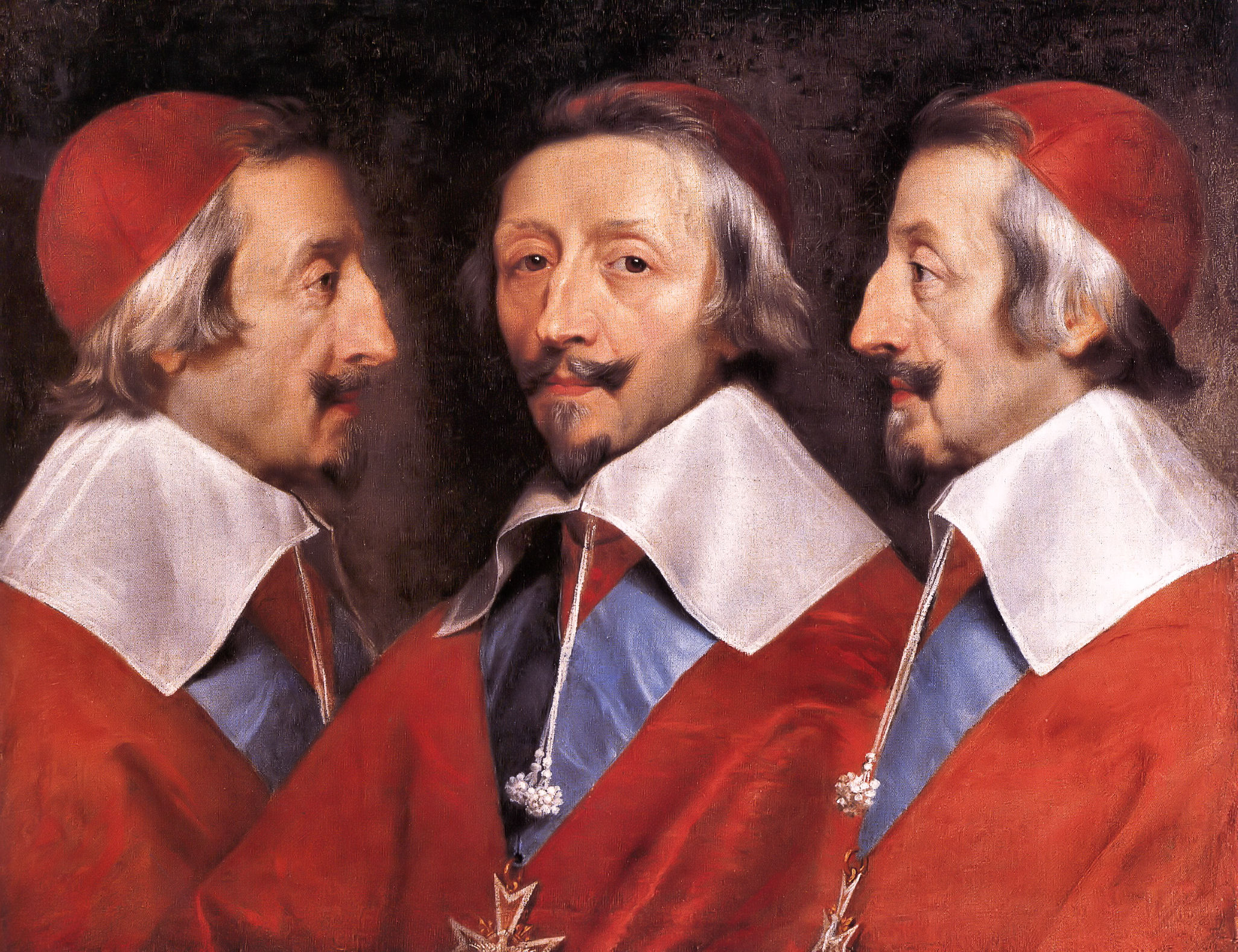
Le cardinal de Richelieu par Philippe de Champaigne.

La Marine royale se développe sous Louis XIII grâce à l'action de Richelieu et, avec les deux compagnies des Indes (la compagnie des Indes occidentales et, surtout, la compagnie des Indes orientales) qui contrôlent le commerce maritime, devient l'instrument de l'expansion française outre-mer, donnant lieu à la constitution d'un premier empire colonial français : la colonie de Nouvelle-France est établie au Canada et celle de Louisiane le long du golfe du Mexique tandis que Saint-Domingue et de nombreuses îles des Antilles sont exploitées pour la production de sucre et d'épices. Des comptoirs sont établis en Inde tandis que l'île de La Réunion (alors connue comme l'île de France) est également colonisée par la France. Les ports militaires de Brest et Toulon se développent, le port de Sète est créé sous Louis XIV tandis que Le Havre, Nantes et Bordeaux profitent de la traite négrière et du commerce triangulaire.
Dès la seconde moitié du siècle, la France est la première puissance militaire, politique et démographique européenne, disposant d'un important empire colonial et d'une influence culturelle notable.
Le nouveau contexte politique induit également un renouveau culturel qui concerne tout le siècle et tous les domaines, littéraires, philosophiques, artistiques et scientifiques. Les initiatives royales sont là aussi nombreuses mais bien que prégnante cette volonté de concentration ne doit pas masquer une vitalité qui dépasse le cadre de la centralisation royale, en particulier dans la première moitié du siècle, les centres provinciaux connaissant notamment une activité artistique très vivace. La langue française est fixée avec la création de l'Académie française en 1635 qui publie son premier dictionnaire tandis qu'apparaissent les premiers titres de journaux, comme le Mercure de France et La Gazette, créée par Théophraste Renaudot. L'Académie royale de peinture et de sculpture est créée en 1648 tandis que l'Académie de France à Rome, fondée en 1668 permet aux artistes français d'aller étudier les modèles antiques et les artistes de la Renaissance. Sous Louis XIV, d'autres académies pour encourager les activités scientifiques et artistiques sont créées, comme l'Académie royale d'architecture et l'Académie royale des sciences.

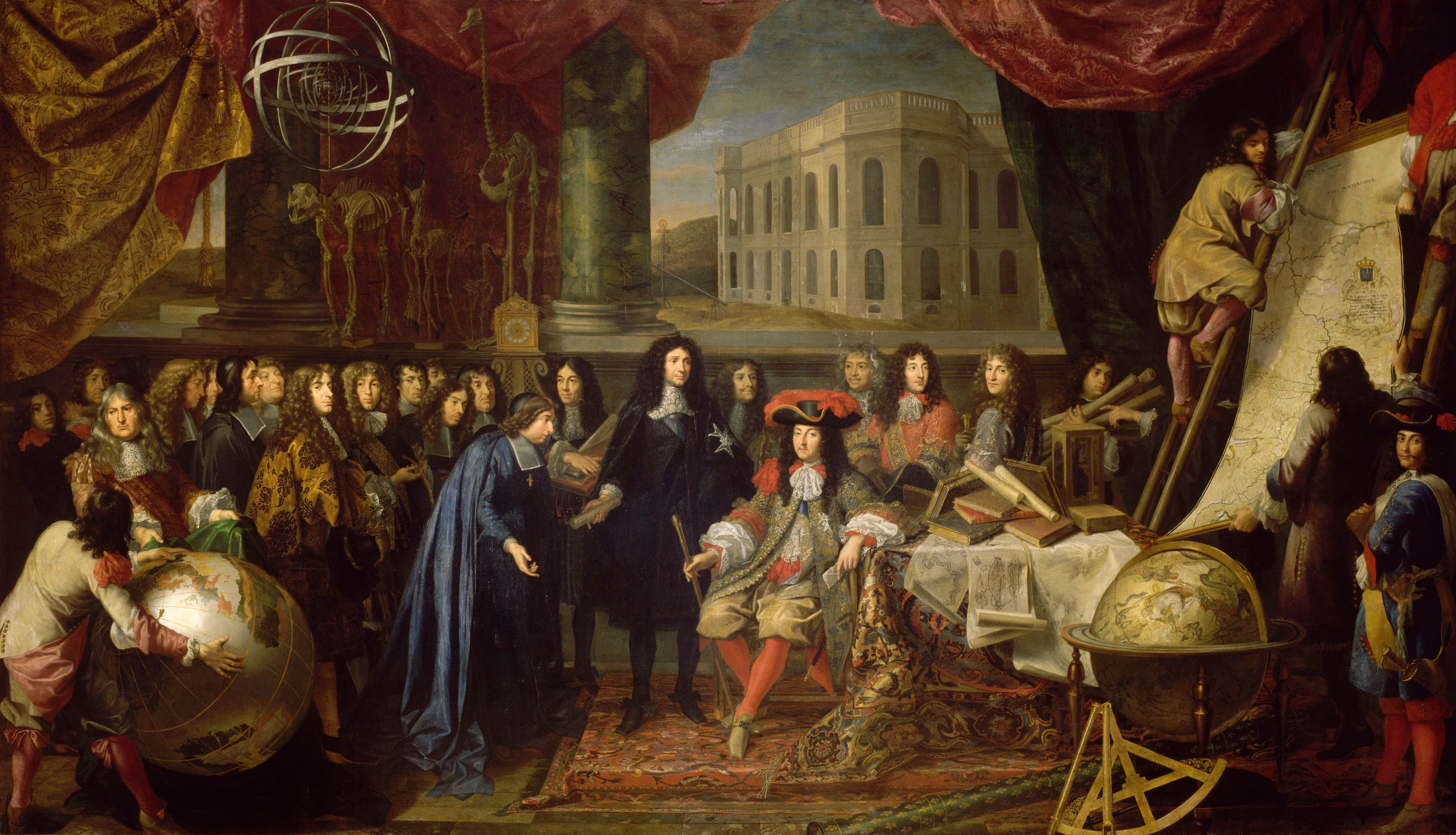
Colbert présente à Louis XIV les membres de l'Académie royale des sciences en 1667.

Les souverains pratiquent une politique somptuaire destinée à transmettre l'image de la dynastie et de la France. Ils favorisent une politique d'embellissement des villes, notamment à Paris, dont les Bourbons veulent faire une nouvelle Rome et la vitrine du pouvoir français, ce qui se traduit par de vastes chantiers d'urbanisme destinés à moderniser la ville : la place des Vosges (ancienne place royale), la place Dauphine et le pont Neuf sont construits sous Henri IV tandis que ce même roi relance le programme de construction du palais du Louvre selon un Grand dessein, celui de réunir les Tuileries au Louvre. Louis XIII, dans une moindre mesure, est également un roi bâtisseur : grâce à Richelieu la Sorbonne, l'université de Paris, est agrandie tandis que sous la Régence d'Anne d'Autriche sont créés le Val-de-Grâce et le collège des Quatre-Nations. Sous Louis XIV, outre la construction du château de Versailles, le roi fait bâtir à Paris la cour carrée et la colonnade du palais du Louvre, le pont royal, l'hôpital militaire et le dôme des Invalides, l'hôpital de la Salpêtrière, l'Observatoire, la place Vendôme (ancienne place des Conquêtes) et la place des Victoires. Autour de Paris, les résidences royales s'accumulent : Marly, Meudon et Versailles sont les principales.

## Arts

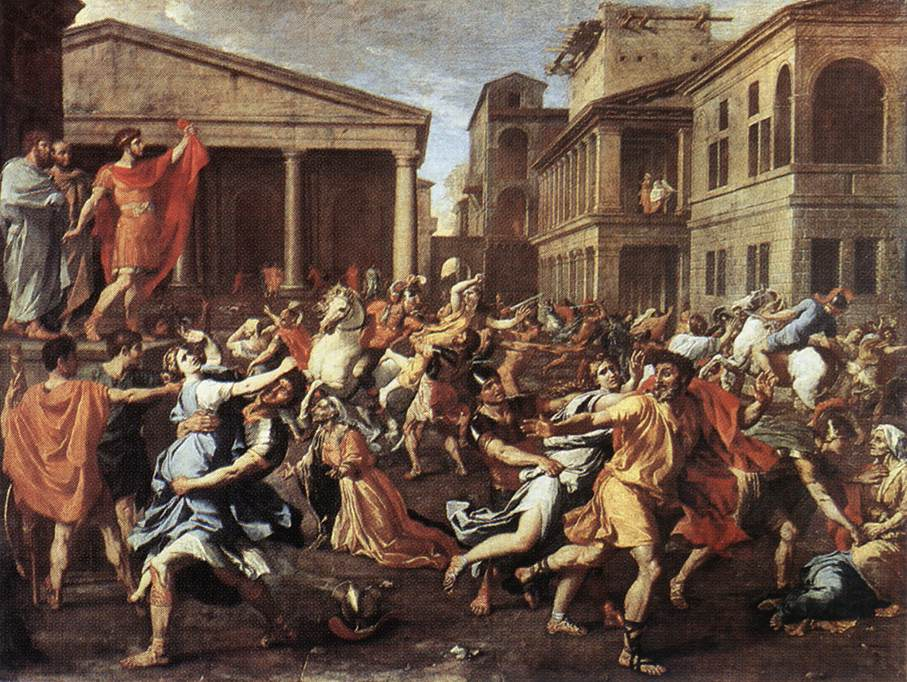
Nicolas Poussin, L'enlèvement des Sabines, 1637-38, Paris, musée du Louvre.

C'est pendant cette période que s'épanouissent en France les arts dans tous les domaines, dans un contexte de paix retrouvée après les guerres de religion de la fin du XVIe siècle et d'affirmation du pouvoir absolu du roi. Si le baroque italien influence les artistes français, le XVIIe siècle voit la naissance d'un vocabulaire artistique proprement français empreint de classicisme et de références à l'antique, style qui va progressivement avoir une influence à l'échelle européenne. À partir de la seconde moitié du XVIIe siècle, Paris remplace Rome comme capitale artistique de l'Europe, rôle qu'elle ne quittera plus jusqu'au XXe siècle. Les modèles français se diffusent dans toute l'Europe du Nord à la fin du siècle, par exemple l'hôtel particulier entre cour et jardin, qui se développe réellement à partir de Paris tout au long du siècle, les jardins à la française mis au point par André Le Nôtre, l'ameublement de style Louis XIV ou encore les grandes résidences royales des cours européennes, bâties sur le modèle du château de Versailles.

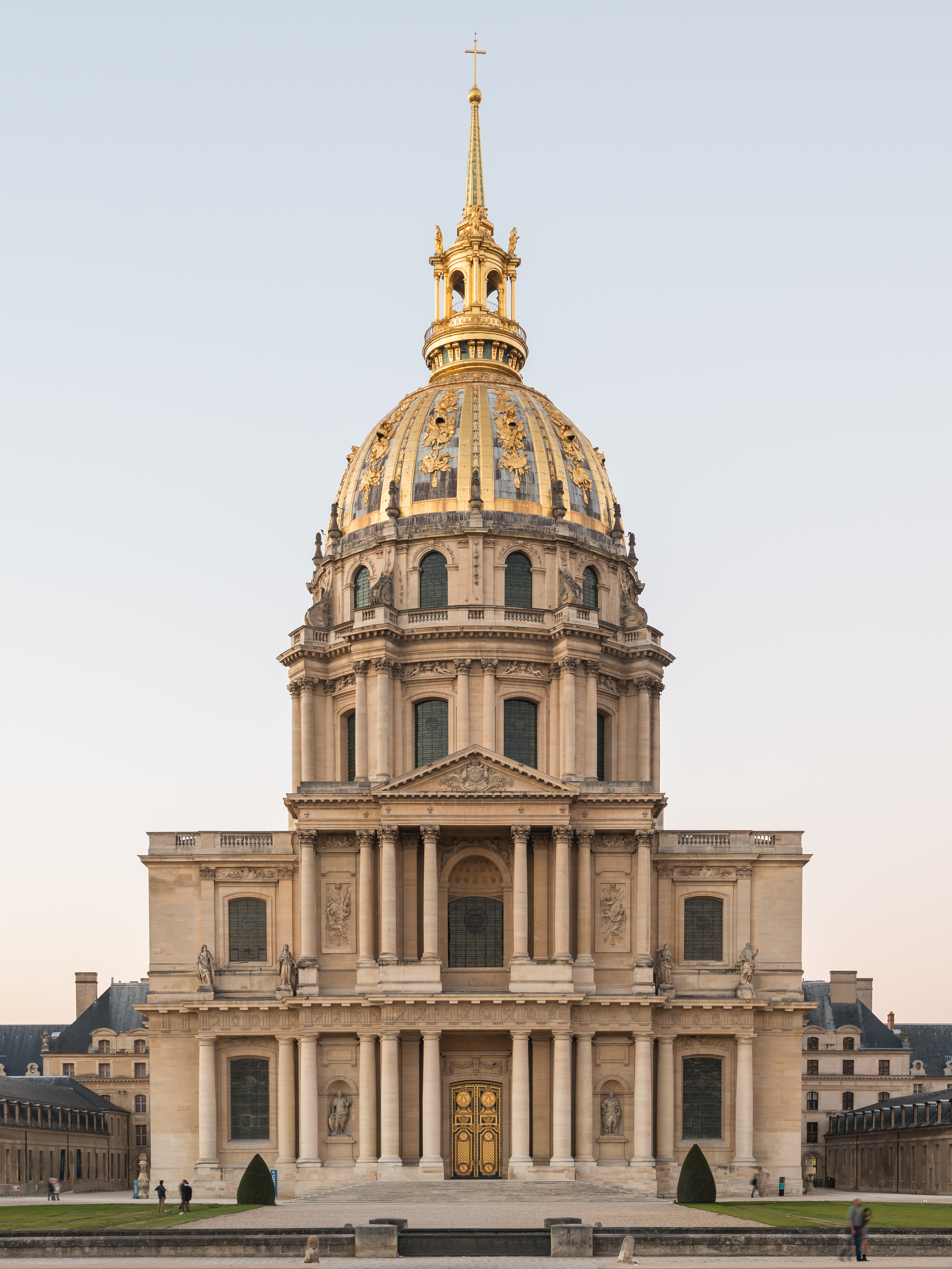
Le Dôme des Invalides à Paris, exemple d'architecture classique française.

Tout au long du siècle, les arts en France sont incarnés par de grandes figures dans tous les domaines artistiques. Le contexte politique favorise cette émulation : la commande artistique est très vivace, qu'elle soit royale, ecclésiastique ou privée. Le collectionnisme d'œuvres d'art, auparavant peu développé, se répand dans les milieux aristocratiques, les collections royales s'enrichissent fortement, en particulier sous Louis XIV. Les souverains entreprennent de grandes campagnes d'urbanisme, notamment à Paris qui doit pouvoir rivaliser avec Rome et les autres grandes capitales européennes que sont Madrid et Londres. Des palais sont bâtis, de grandes places royales sont créées, des ponts et des hôpitaux sont construits. Le Louvre et les Tuileries sont considérablement agrandis sous Henri IV, Louis XIII et Louis XIV.
La Contre-Réforme tridentine et le regain de piété qui en découle après les divisions des guerres de Religion induisent des campagnes de construction ou de reconstructions d'églises dans le style baroque ou classique. Leurs décors sont des sources inépuisables de travail pour les peintres et les sculpteurs. Au XVIIe siècle, ceux-ci vont souvent se former à Rome, qui est alors la capitale artistique de l'Europe, avant de revenir en France où ils importent les dernières nouveautés stylistiques. C'est le cas de Simon Vouet, dont le retour de Rome en 1627 est une date importante pour l'évolution de la peinture en France. Une école caravagesque française voit le jour à Rome dès les années 1610, avec outre Vouet, la figure marquante de Valentin de Boulogne. Deux des plus grands artistes du siècle, Nicolas Poussin et Claude Lorrain, effectuent la quasi-totalité de leur carrière à Rome, mais ont une influence importante sur la peinture française de leur vivant.
En France, Paris devient la capitale artistique, attirant les artistes venus de tout le pays mais plusieurs foyers provinciaux se démarquent par leur vivacité, comme Toulouse, Lyon et la Lorraine où œuvre Georges de La Tour, l'un des représentants les plus originaux du caravagisme. A Paris, travaillent des artistes aussi divers que les Frères Le Nain, Philippe de Champaigne, Eustache Le Sueur, Charles Le Brun, le grand décorateur des palais de Louis XIV, Pierre Mignard, et Hyacinthe Rigaud, le portraitiste le plus recherché à la fin du siècle.
En sculpture, émergent les figures de Jacques Sarazin, François Anguier dans la première partie du siècle. Sous Louis XIV se distinguent Pierre Puget, qui est également peintre et architecte, et François Girardon et Antoine Coysevox qui travaillent pour les grandes commandes du roi à Versailles et Paris aux côtés de Martin Desjardins, d'origine hollandaise. En architecture, Salomon de Brosse, Jacques Lemercier et François Mansart mettent au point le vocabulaire de l'architecture classique à la française, que l'on rencontre dans les châteaux et hôtels particuliers qu'ils construisent pour le roi et l'aristocratie. Sous Louis XIV, les architectes favoris du roi sont Jules Hardouin-Mansart et Louis Le Vau.
La musique connaît un grand essor, ayant la faveur de Louis XIV, qui danse, joue de la guitare et s'entoure de nombreux musiciens parmi lesquels émerge particulièrement Lully qui, bien qu'Italien d'origine est le créateur d'une tradition musicale spécifiquement française. Marc-Antoine Charpentier est alors un compositeur particulièrement prolifique, surtout dans le domaine de la musique religieuse. C'est le début de prestigieuses écoles françaises pour le luth (avec les Gaultier, Gallot, Mouton), le clavecin (avec Chambonnières, D'Anglebert, Louis Couperin), l'orgue (avec les Couperin, Grigny) dont le renom et l'influence atteignent les pays européens. La suite, l'ouverture à la française seront adoptées et honorées par les plus grands compositeurs à l'étranger.
L'influence française transparaît également dans les autres arts : le dessinateur de jardins André Le Nôtre crée la formule canonique du jardin à la française qui se diffuse rapidement dans toute l'Europe. Le mobilier français devient un modèle, notamment grâce aux créations de l'ébéniste André-Charles Boulle. On trouve également des graveurs de renom, comme Jacques Callot ou Abraham Bosse, ainsi que des orfèvres renommés dans toute l'Europe, qui confectionnèrent notamment pour Louis XIV sa Grande Argenterie, malheureusement fondue quelques années seulement après sa création pour couvrir les frais des guerres du roi.
L'art de la tapisserie connaît un essor nouveau en France au XVIIe siècle, grâce à la création de la manufacture royale des Gobelins. L'académie royale de peinture et de sculpture est fondée en 1648 et permet de centraliser la création artistique dans le royaume, sanctionnant une évolution du statut des peintres et sculpteurs, perçus non plus comme de simples artisans mais comme de véritables praticiens des arts libéraux, à l'égal des hommes de lettres ou des scientifiques. Dans la deuxième moitié du siècle, Paris remplace Rome comme cœur des débats artistiques européens, et en architecture le modèle palatial versaillais et celui de l'hôtel particulier à la française, notamment pour le décor intérieur, ont une influence durable en Europe.
Certaines des réalisations architecturales les plus célèbres du Grand Siècle sont le château de Versailles, le château de Vaux-le-Vicomte, le complexe des Invalides, la place des Vosges, la place Vendôme, la cour carrée et la colonnade du Louvre ainsi que le Pont Neuf à Paris. L'architecture militaire est incarnée par les innovations de Vauban, qui fortifie les côtes et les frontières du pays grâce à un réseau de citadelles et de forts conçus de manière rationnelle selon un plan en damier.

## Littérature et philosophie

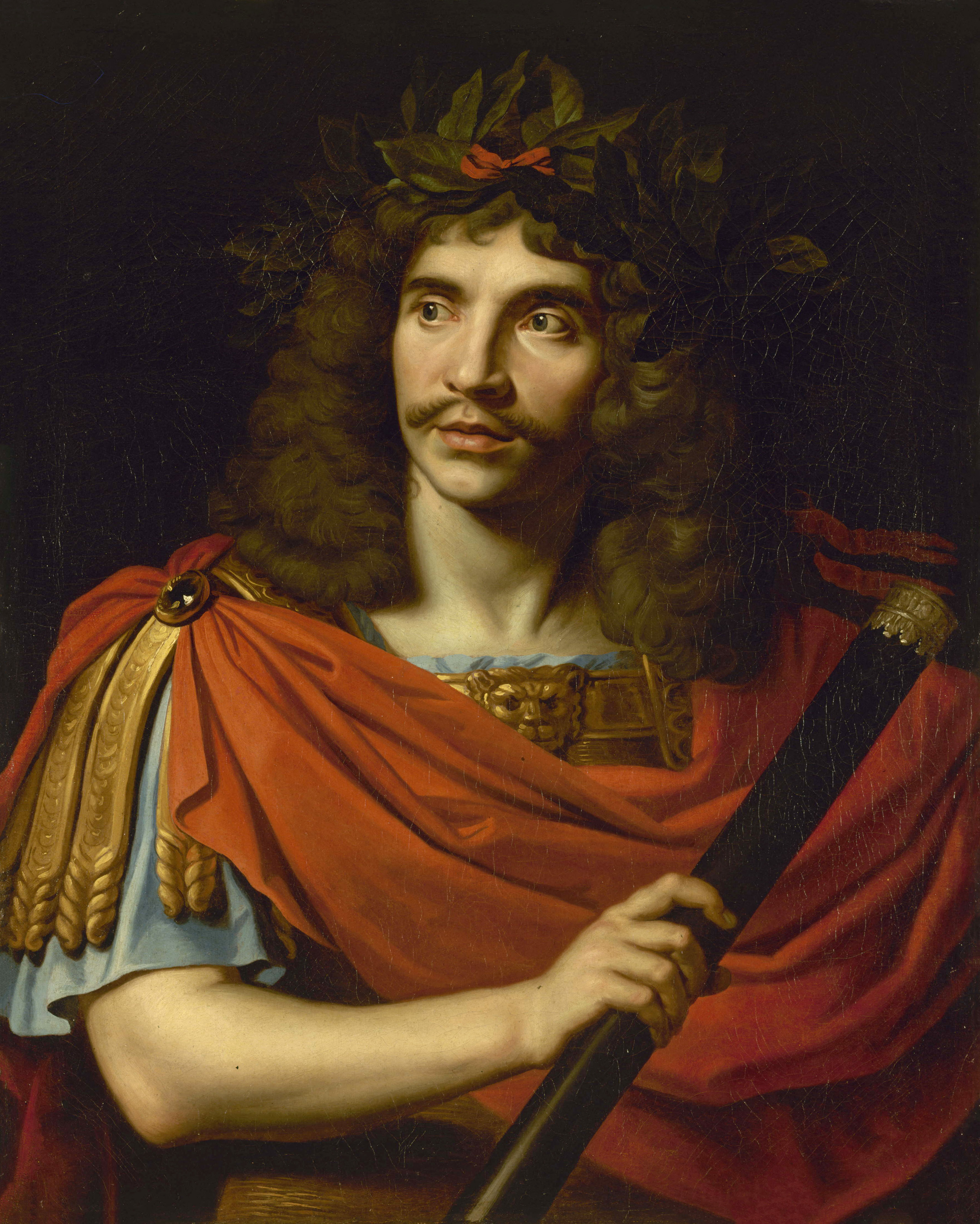
Portrait de Molière par Nicolas Mignard (1658).

La littérature française connaît une exceptionnelle vivacité durant tout le XVIIe siècle. Le théâtre notamment, peu développé à la Renaissance, connaît ses grandes heures avec les tragédies de Pierre Corneille et Jean Racine, les comédies de Molière et la création de la Comédie-Française. La poésie fleurit surtout dans la première partie du siècle avec Agrippa d'Aubigné, Théophile de Viau et François de Malherbe. Le roman connaît un grand succès avec La Princesse de Clèves de Madame de La Fayette mais aussi L'Astrée d'Honoré d'Urfé et les œuvres comiques de Paul Scarron. Le règne de Louis XIV est marqué par des auteurs dont les écrits les plus célèbres sont depuis considérés, chacun dans leur genre, comme des classiques de la langue et de la littérature françaises : La Fontaine et ses Fables, Bossuet et ses oraisons funèbres, Nicolas Boileau et son Art poétique qui définit l'idéal classique du siècle, Racine, qui porte la tragédie classique à son plus haut degré de perfection, Molière pour la comédie et Charles Perrault avec ses contes qui fixent la tradition orale française. Parmi les mémorialistes qui ont livré le portrait de l'époque on trouve le Cardinal de Retz, Madame de Sévigné et Saint-Simon. Les moralistes les plus célèbres sont La Bruyère avec ses Caractères et La Rochefoucauld avec ses Maximes. La philosophie française prend une place prépondérante en Europe grâce au renouveau de la pensée cartésienne. Outre Descartes, c'est l'époque de Pascal, d'Arnauld, de Malebranche, de Mersenne, de Gassendi et de Pierre Bayle.

## Versailles, modèle pour l'Europe

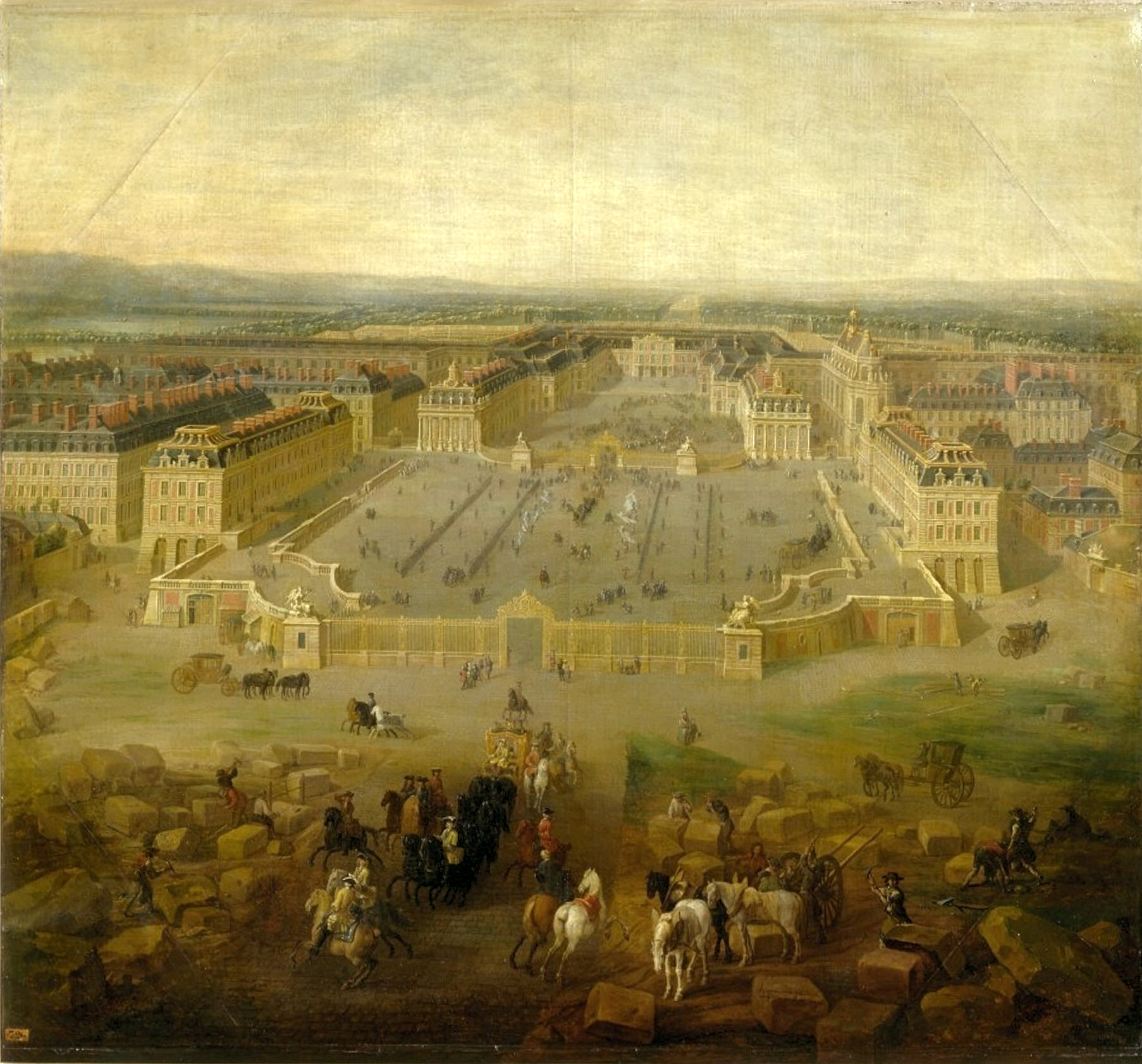
Le château de Versailles en 1722.

Dans la seconde moitié du siècle, Louis XIV installe la cour hors de Paris dans le domaine créé par son père près de la capitale, Versailles. Il agrandit progressivement le petit château d'origine et crée de toutes pièces d'immenses jardins afin de constituer le plus grand palais royal d'Europe, symbole de l'absolutisme monarchique et de la puissance française. L'influence du modèle versaillais est notable dès la fin du XVIIe et tout au long du XVIIIe siècle : le type du grand palais immergé dans un parc aux portes de la capitale est reproduit par tous les souverains européens : on peut citer le palais de Caserte pour le roi de Naples, Sans-Souci à Potsdam pour le roi de Prusse, Peterhof pour le tsar de Russie, etc. L'influence n'est pas seulement architecturale : le mode de vie et l'étiquette à la française sont également imités.
Si l'influence culturelle française est déterminante en Europe au XVIIIe siècle dans tous les domaines, renforcée par l'esprit des Lumières et la vitalité ininterrompue des arts, la France se voit peu à peu concurrencée au niveau politique et militaire si bien que le terme de Grand Siècle ne lui est pas appliqué. Le XVIIe siècle et le règne de Louis XIV sont érigés en modèle dès l'époque de Louis XV et considérés comme un âge d'or, une époque où la France s'affirme de manière volontaire sur tous les plans, culturels comme politiques et militaires.